# Pimelodus ornatus
Pimelodus ornatus (Пімелодус візерунковий) — вид риб з роду Pimelodus родини Пласкоголові соми ряду сомоподібні.

## Опис
Загальна довжина сягає 38,5 см (в акваріумі — 28 см). Голова велика. Очі помірного розміру, виразні. Є 3 пари вусів, з яких 1 пара на верхній щелепі тягнеться до кінця жирового плавця, іноді — хвостового плавця. Рот широкий. Тулуб подовжений, широкий, стиснутий з боків. Самець стрункіший за самицю. Спинний плавець високий, помірно довгий, з 2 жорсткими променями. Жировий плавець невеличкий, округлений. Грудні плавці короткі, з жорсткими променями, які наділені отрутою, що при уколі спричиняє пекучий біль. Черевні плавці широкі, довші за грудні. Анальний плавець широкий і помірно довгий. Хвостовий плавець розділено, лопаті звужені.
Забарвлення коричнювато-сріблясте, частково з синюватим відтінком. Голова темного кольору. Вуса на верхній щелепі з верхнім забарвленням зверху. Вуса на нижній щелепі є білими. За зябровими кришками розташовано широку поперечну смугу темно-коричневого кольору, яка тягнеться від спинного плавця до черева. За нею є 3 поздовжні чорні смуги, з яких 2 переходять на хвостовий плавець. У середній частині спинного плавця є темна трикутна пляма. Черево біле. Грудні, черевні та анальний плавці на променях мають темний пігмент, білуваті на кінцях. Хвостовий плавець на лопатях має чорні смуги. У молоді на нижній частині є темна смуга, що тягнеться від черевних плавців до хвостового плавця. З віком вона щезає.

## Спосіб життя
Є бентопелагічною рибою. Воліє до прісної води з високим вмістом кисню. Зустрічається в річищах річок, заплавах, за порогами з гравійно-піщаним ґрунтом. Доволі активна риба. Утворює великі косяки. Видає гучне буркотіння. Вдень ховається серед корчів, коренів, каміння, в печерках. Активна в присмерку та вночі. Живиться дрібною рибою, хробаками.
Тривалість життя становить 15 років.

## Розповсюдження
Мешкає у басейнах річок Оріноко, Ессекібо, Амазонка, Парана, Корантейн, а також в прибережних річках Гаяни, Суринаму та Французької Гвіани.